# Довлатян, Нарине
Нарине Довлатян (арм. Նարինե Դովլաթյան; род. 7 января 1991, Малишка, Ехегнадзорский район, Армянская ССР, СССР) — армянская джазовая певица и актриса.

## Биография
Нарине Довлатян родилась в деревне Малишка на территории Армянской ССР (ныне — Республика Армения), но уже в девятилетнем возрасте для получения музыкального образования переехала в Ереван, где окончила среднюю школу. С 2000 по 2002 годы обучалась в Государственный театр Песни Армении, после чего поступила в Ереванскую государственную консерваторию на отделение джаз-вокала и окончила её с красным дипломом
Начиная со школьных лет, Нарине принимала участие в песенных фестивалях и конкурсах, проходивших по всему миру. В 2007 году она приняла участие в армянском шоу «Ай Суперстар» (аналог британского «Поп айдол»), где заняла 9 место, в 2009 году — в международном джазовом конкурсе «Дебют», в 2010 и 2011 годах — в отборочных турах «Новой волны».
В 2010 году в результате сотрудничества с «Haik Solar & Arni Rock» появилась англоязычная песня «Beautiful Sunday», музыка которой принадлежит самой Нарине, а оформление — лейблу. Композиция сразу же стала хитом в Армении, и первый клип певицы был снят именно на эту песню. Год спустя на церемонии «Armenian Music Awards» номинированная на звание «Новичок года» Довлатян исполнила свою новую песню «Look into my eyes».

## Дискография

### Альбомы
- 2024 — Fake World

### Синглы
- 2010 — «Beautiful Sunday»
- 2011 — «Армения это ты» (арм. Հայաստանը դու ես) (с Ник Эгибян, Эмми, и Эмма Асатрян)
- 2011 — «Look into my eyes»
- 2012 — «At My Feet»
- 2013 — «Cactus»
- 2014 — «That Scarf»
- 2015 — «Ал айлухс» (арм. Ալ այլուղս)
- 2016 — «Spread the Light»
- 2016 — «Strawberry Pie»
- 2017 — «Feeding the Bright» (с Тигран Амасян)
- 2018 — «Gentleman in Tie» (с Ваграм Яникян)
- 2020 — «Умру за тебя» (арм. Յար բոյիդ մեռնեմ) (с Геворг Маргарян)
- 2020 — «Песня сарвора» (арм. Սարվորի երգը)
- 2020 — «Мирное человечество» (арм. Հաշտ ու խաղաղ մարդկություն)
- 2020 — «Ему пришлось идти» (арм. Նա պիտ էրթար)
- 2020 — «He's a Wind Now»
- 2021 — «Песня, написанная луной» (арм. Լուսնի գրած երգը) (с Рубен Есаян)
- 2023 — «Snow» (с Вардан Габоян)
- 2024 — «Когда в жизни есть острые шипы» (арм. Երբ կյանքը սուր փշերով)